# Cristian Terheș

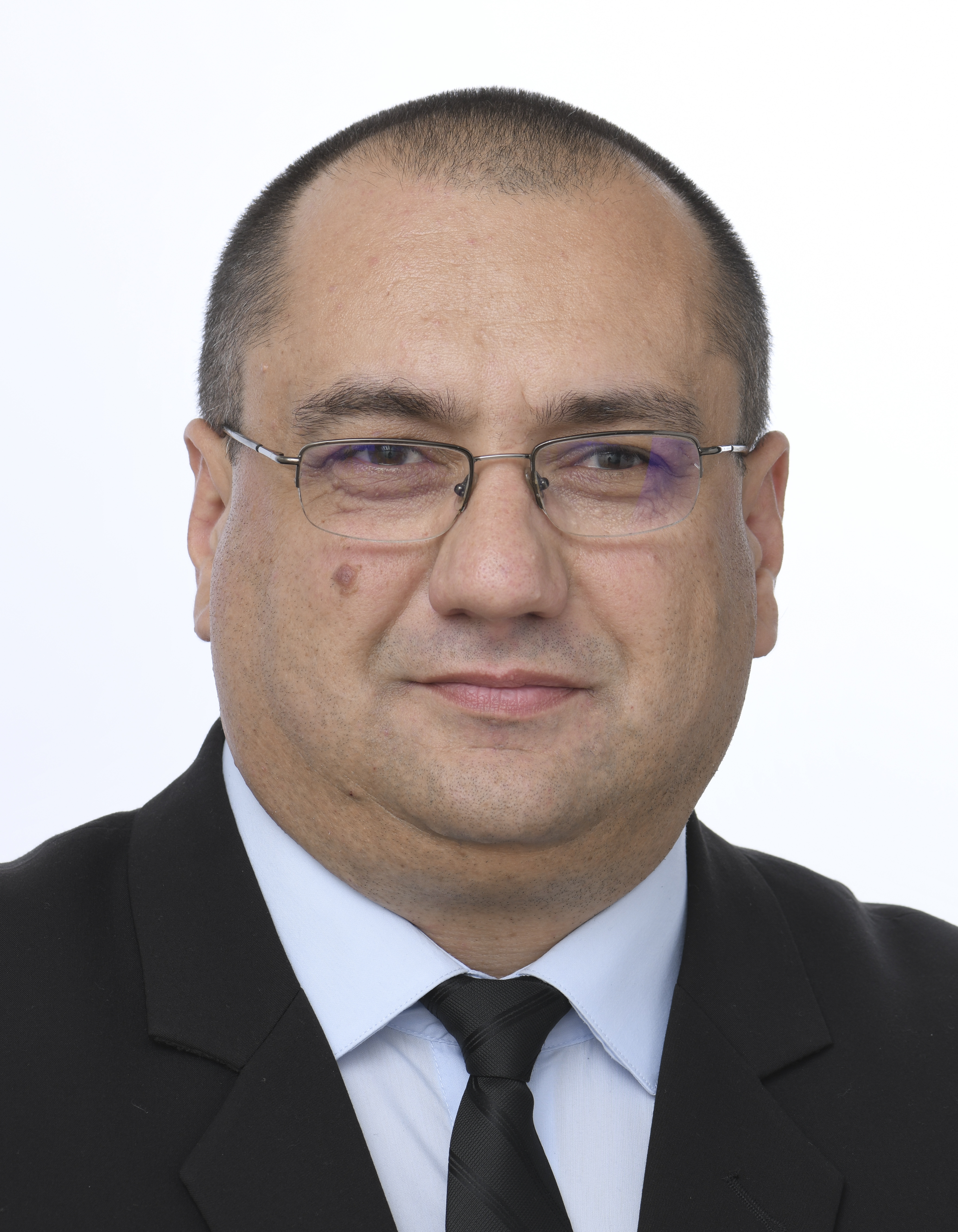
Retratos oficiais dos eurodeputados romenos - 10.ª legislatura.

Cristian Terheș é um político romeno que atualmente atua como membro do Parlamento Europeu pelo Partido dos Camponeses Nacional Democrata Cristão, após ter sido eleito na lista do Partido Social Democrata.

Juntou-se ao Partido dos Camponeses Nacional Democrata Cristão em maio de 2020 e depois tornou-se membro do Movimento Político Cristão Europeu.